# Jourdanton, Texas
Jourdanton là một thành phố thuộc quận Atascosa, tiểu bang Texas, Hoa Kỳ. Năm 2010, dân số của xã này là 3871 người.

## Dân số
- Dân số năm 2000: 3732 người.
- Dân số năm 2010: 3871 người.